# Redan (Geórgia)
Redan é uma Região censo-designada localizada no estado americano de Geórgia, no Condado de DeKalb.

## Demografia
Segundo o censo americano de 2000, a sua população era de 33.841 habitantes.

## Geografia
De acordo com o United States Census Bureau tem uma área de
24,8 km², dos quais 24,7 km² cobertos por terra e 0,1 km² cobertos por água. Redan localiza-se a aproximadamente 258 m acima do nível do mar.

## Localidades na vizinhança
O diagrama seguinte representa as localidades num raio de 12 km ao redor de Redan.